# Correia Picanço
José Correia Picanço, primer y único barón de Goiana con grandeza (Goiana, 10 de noviembre de 1745 — Río de Janeiro, 23 de enero de 1823), fue un médico luso-brasileño, reconocido como el "Patriarca de la Medicina Brasileña". Inició su carrera en su capitanía natal, Pernambuco, y en 1789 obtuvo el título de doctor en medicina por la Universidad de París. Fue nombrado cirujano mayor del Reino de Portugal, y creó las primeras escuelas de medicina en la Colonia del Brasil: la Facultad de Medicina de Bahía y la Facultad de Medicina de Río de Janeiro.
En 1821, antes de la partida para Portugal, el rey Juan VI le concedió el título de barón de Goiana. Ya luego de la independencia de Brasil, en 1822, recibió de la monarquía brasileña honras de grandeza.
En su homenaje, la Sociedad Brasileña de Historia de la Medicina instituyó la "Medalla José Correia Picanço", que premia a personajes notorios del área médica.